# Drumul european E578
Drumul european E578 este o cale secundară a transporturilor rutiere din Europa, între localitățile Sărățel – Reghin – Toplița – Gheorgheni – Miercurea Ciuc – Sfântu Gheorghe – Chichiș. Face legătura dintre Drumurile Europene E576, E58 și E60, E81 via E574.